# レコナー
「レコナー」（英: Reckoner）は、イギリスのロックバンド、レディオヘッドが2007年に発表した7枚目のアルバム『イン・レインボウズ』に収録されている楽曲。

## 概要
本作は、漂うような柔らかいサウンドが特徴の切なく抒情的なバラードである。冷たく鳴り響くパーカッションと蛇行するギターラインで始まり、トム・ヨークの伸びやかなファルセットとバンドサウンド、ピアノの美しいハーモニーが展開する。中間にストリングスとコーラスを中心とした静穏なパートをはさむことにより、強い余韻を残す作風となっている。また、5小節を1循環としてポリリズム的なリズム体をからめ、イントロと中間部で拍が裏返り、アウトロで4小節1循環となる変則的な構成によって独特の浮遊感が生まれている。

## 制作
当初は同名の全く異なる楽曲だったが、そのPart2として作られた本作を "Reckoner" と改名した。元になった楽曲は採用されなかったが、2009年にトム・ヨーク名義のシングル「Feeling Pulled Apart by Horses」としてリリースされた。
トムは本作のギターリフについて、レッド・ホット・チリ・ペッパーズのギタリスト、ジョン・フルシアンテへのオマージュだったと語っている。
プロデューサーのナイジェル・ゴッドリッチは、本作のレコーディング・セッションについて「スタジオが揺さぶられるようなグルーヴを生み、それを細かく切っては組み立てていく作業はとても楽しかった」とローリング・ストーン誌で語っている。

## 評価
アメリカの音楽誌ピッチフォークは、「アルバムの中で最も即効性のある曲ではないかもしれないが、何度も聴くうちに、レディオヘッドがこれまで録音した作品の中で、最もうっとりする美しい曲である」と評している。
2020年、イギリスのガーディアン誌は、「レディオヘッド最高の40曲」の中から第3位に選び、「偉大なバンドの中枢は一人の天才によるものとされるが、レディオヘッドはメンバーが一体となって最高のアンサンブルを奏でる。ナイジェル・ゴッドリッチによって冬の毛布のように包み込まれた彼らの名演奏は、癒しと高揚感をもたらしてくれる」と評した。

## ミュージック・ビデオ
本作のミュージック・ビデオは、オンラインのコンペティションで選ばれ、トム・ヨークは、クレメント・パイコンが監督したこのアニメーションを「今までで一番好きな映像の一つだ」と語っている。

## カバー
「レコナー」は、アメリカのアーティスト、ナールズ・バークレイによってカバーされている。
2021年には、イギリスのロックミュージシャン、ピーター・フランプトンのカバーアルバム「Frampton Forgets the Words」にインストゥルメンタルのアレンジで収録された。